# Bobbeå
Bobbeå er et vandløb på Bornholm.
Bobbeåen ligger vest for Gudhjem og udspringer som Borgedalsbæk ved Søndre Lyngvej i grusbakkerne løber gennem Rø Plantagen som Brommeå. Ved Røbrovej løber åen videre som Bobbeå og munder ud i Salene Bugt. Bobbebroen blev bygget i 1950'erne. Bobbeåen føres gennem en, siden 1994, urørt og blandet løvskov.
Ved udspringet er bredden cirka 80 cm over en længde af 2,3 km. Over 3,8 km længde bliver bredden 2 m og der bliver ca. 20 cm dybt. De sidste 1,4 km bliver den 2,7 m bred og 90 cm dyb når den udmunder i Salene Bugt. 
"Bobbe" er navnet på et overnaturligt væsen fra Bornholm.